# Unteres Remstal mit Randgebieten
Unteres Remstal mit Randgebieten ist ein Landschaftsschutzgebiet in den Landkreisen Ludwigsburg (Schutzgebietsnummer 1.18.008) und Rems-Murr-Kreis (Schutzgebietsnummer 1.19.012).

## Lage und Beschreibung
Das Landschaftsschutzgebiet entstand durch Verordnung des Regierungspräsidiums Stuttgart als höhere Naturschutzbehörde vom 6. April 1987. Mit Inkrafttreten dieser Verordnung traten Teile der Landschaftsschutzverordnung Unteres Remstal des Landratsamts Waiblingen vom 4. November 1968 und der Landschaftsschutzverordnung Unteres Remstal des Landratsamts Ludwigsburg vom 21. Juli 1967 außer Kraft. Es umfasst im Wesentlichen das Tal der unteren Rems zwischen den Städten Waiblingen und Remseck sowie angrenzende Gebiete der Gäuflächen. Es gehört zum Naturraum 123-Neckarbecken innerhalb der naturräumlichen Haupteinheit 12-Neckar- und Tauber-Gäuplatten.
Das Landschaftsschutzgebiet hat im Landkreis Ludwigsburg eine Größe von 120,0 und im Rems-Murr-Kreis von 131,0 Hektar, es dient als Pufferzone und Ergänzungsfläche für das Naturschutzgebiet Nr. 1149 Unteres Remstal und umschließt es deshalb großteils. Das gesamte Gebiet liegt nahezu vollständig im EU-Vogelschutzgebiet 7121-442 Unteres Remstal und teilweise auch im FFH-Gebiet Nr. 7121-341 Unteres Remstal und Backnanger Bucht.

## Schutzzweck
Wesentlicher Schutzzweck gemäß Schutzgebietsverordnung ist
- die Sicherung der ökologisch notwendigen Pufferzone zwischen der intensiv genutzten landwirtschaftlichen Fläche, dem Siedlungsraum, den Verkehrswegen und dem Naturschutzgebiet und der darin lebenden Tier- und Pflanzenwelt;
- die Erhaltung und Sicherung der großflächigen Gleithangbereiche mit ihrer typischen Acker- und Grünland- oder Gartennutzung;
- die Erhaltung der ökologisch wertvollen Streuobstwiesen mit ihrem vielfältigen Artenbestand, von ungenutzten, mit Gebüschformationen, Hecken oder halbtrockenrasenähnlicher Gesellschaften bestandenen Ödlandflächen;
- die Sicherung der äußeren, in die Hoch- bzw. Gäufläche übergehenden Hangbereiche, die die landschaftliche Schönheit der Tallandschaft unterstreichen und ergänzen und morphologisch zu den Steilhängen überleiten.